# Yojerlin César
Pour les articles homonymes, voir César.
Yojerlin César est un boxeur français né le 26 avril 2004 en Guadeloupe.

## Carrière
Yojerlin César, d'origine guadeoupéenne, rejoint Lyon à l'âge de neuf ans. Après avoir joué au football au FC Gerland, il débute en boxe au Boxing Lyon United à l'âge de 13 ans.
Après une médaille de bronze aux championnats d'Europe juniors 2022, il est sacré champion d'Europe des moins de 22 ans en novembre 2023 à Budva.
Aux championnats d'Europe de boxe amateur 2024 à Belgrade, Yojerlin César est médaillé de bronze dans la catégorie des poids mi-lourds, étant battu en demi-finales par le Croate Gabrijel Veočić (de).